# Johann Worath
Johann Worath (* 1. November 1609 in Taufers, Südtirol; † 5. Februar 1680 in Schlägl) war ein österreichischer Holzbildhauer und Altarschnitzer der Barockzeit.

## Leben
Johann Worath war der dritte Sohn des Bildhauers Matthäus Barat d. Ä. (nachgewiesen in Taufers zwischen 1604 und 1622) und dessen Ehefrau Christine, geb. Prästmann. Zwischen 1626 und 1629 war er Bildhauerlehrling bei Adam Baldauf in Brixen, mit dem er 1629 nach Wien zog. Dort konnte er seine Ausbildung aber nicht abschließen, da Baldauf überraschend starb. In einem Dokument vom 19. Oktober 1631 bestätigten Worath drei Brixener Bürger, die Maler Hans Wazin und Jeremias Rumpler sowie der Glaser Hans Atteler, den Abschluss seiner ordentlichen Lehrzeit.
Über die Zeit von 1631 bis 1642 ist aus Woraths Leben sonst nichts bekannt. Vermutlich arbeitete er als Unselbständiger in anderen Werkstätten. Möglicherweise auch in der Salzburger Werkstätte von Hans Pernegger, der 1638 mit der Gestaltung des Portals für das Stift Schlägl beschäftigt war.
Seit 1642 war er im Markt Aigen im Mühlkreis ansässig und heiratete dort am 12. Juni 1644 Eva Pfleger († 5. November 1690 in Aigen), Tochter des Aigener Kaufmanns und Ratsherrn Daniel Pfleger sen. Am 18. September 1651 erhielt er das Bürgerrecht und kaufte ein Haus nahe dem Spital.
Nachdem er keine Gerechtsame erlangen konnte, arbeitete er als Bürger dieser Gemeinde – befreit von Zunftzwängen – vor allem für das Stift Schlägl und dessen Filialkirchen sowie den Adel der Umgebung. Einerseits genoss Worath damit den Schutz des Stifts, war andererseits aber so sehr von ihm und dessen Abt Martin Greysing abhängig, dass er z. B. für die Aufnahme eines Lehrlings oder die Annahme anderer Aufträge um Erlaubnis ansuchen musste. Seine vom Abt Greysing unterstützten Versuche, auch in Linz zu Aufträgen zu gelangen, scheiterten an der Ablehnung durch den Bürgermeister und des Rates der Stadt. In Südböhmen, wo er u. a. auch für den kunstliebenden Reichsfürsten Johann Christian von Eggenberg, Herzog von Krumau (1641–1710), in Krumau (Český Krumlov) arbeitete, ist er auch unter dem Namen Jan Worath bekannt.
Nach 1670 sind keine Quellen über ein künstlerisches Schaffen Woraths mehr nachweisbar. Als Bürger des Inneren Rates der Gemeinde Aigen übernahm er 1670 die Verwaltung des Spitalamtes, die er 1677 aus gesundheitlichen Gründen aufgeben musste. Finanzielle Schwierigkeiten veranlassten ihn, 1678 ein Darlehen von 350 Gulden aus dem Vermögen des Martinspitals aufzunehmen, das er zu Lebzeiten nicht mehr zurückzahlen konnte. Abt Andreas Schmidt erließ den Erben nach Woraths Tod die Rückzahlung, trotzdem musste Eva Worath das Haus 1684 an den Aigener Fleischhauer Johann Wöß um 800 Gulden verkaufen und behielt sich nur ein Wohnrecht zu Lebzeiten. 1694 konnte Woraths Schwiegersohn, der Maler Michael Nothelfer, das Haus um 1000 Gulden für die Familie zurückkaufen.
Johann Worath gehörte als frommer Mann seit 1655 der Rosenkranzbruderschaft der Maria Anger-Kirche an und war seit 1662 auch Mitglied der Frauenzeche auf dem Anger.
Johann und Eva Worath hatten dreizehn Kinder, unter ihnen:
- Johann Laurenz Worath (* 1645 in Aigen – † 11. Juli 1710 in Schlägl), war Weltpriester, u. a. 1675 bis 1676 Kooperator in Frankenmarkt und 1694 bis 1704 Pfarrer in Peterskirchen.[4]
- Sophia (* 14. Mai 1648 in Aigen – † 30. November 1713 ebenda) heiratete 1678 den Aigener Maler Michael Nothelfer
- Philipp Jakob Worath (* 1. Mai 1661 in Aigen – † 23. Februar 1721 in Schlägl), der unter seinem Ordensnamen Siard Worath von 1701 bis 1721 Abt des Stifts Schlägl war.[5]
- Johann Anton Worath (* 6. Jänner 1663 in Aigen – † 30. März 1684 ebenda) war wie sein Vater Bildhauer und sollte die Werkstatt fortführen, wurde aber Opfer einer in Aigen grassierenden Seuche.
- Mathias Worath (* 3. August 1666 in Aigen –) studierte in Prag wurde wie sein Bruder Philipp Jakob unter dem Ordensnamen Dominik Ordensgeistlicher im Stift Schlägl. Nach seiner Profess 1678 wurde er 1683 zum Priester geweiht.
- Stephan Worath (* 2. August 16??[Anmerkung 3] in Aigen – † 3. August 1679 in Wien) war ebenfalls Bildhauer und starb in jungen Jahren an der Pest.

Sein Sohn, Abt Siard, ließ für seine Eltern eine Grabplatte aus rotem Adneter Marmor errichten, die sich in der Pfarrkirche Aigen an der nördlichen Langhauswand befindet, und folgende Inschrift enthält:

NIHIL FRUSTRA

NOBILI & CONSULARI VIRO

A PIETATE IN DEUM, PRUDENTIA, SCIENTIA GEOGRAPHICA

ARTE STATUARIA & ARCHITECTONICA PLURIMUM CELEBRI

DOMINO IOANNI BARAD

EIUSQUE PIENTISSIMÆ CONIUGI

DOMINÆ EVÆ NATÆ PFLEGERIN

AMANTISSIMIS SUIS PARENTIBUS

NEC NON

GERMANIS FRATRIBUS & SORORIBUS SUIS

HIC IN DOMINO QUIESCENTIBUS

PIAM IN MEMORIAM HOC MARMORE PARENTAT

ET REQUIEM PRECATUR SEMPITERNAM

SIARDUS ABBAS PLAGENSIS

M D CC XVI. Anm.
Der künstlerische Nachlass Woraths, vor allem aus Entwurfszeichnungen für seine Werke bestehend, befindet sich im Stift Schlägl. Diese sind oft origineller als die tatsächlich entstandenen Altarbauten.
In Linz-Bachlberg ist seit 1958 der Worathweg und in Aigen-Schlägl der Johann-Worath-Weg nach ihm benannt.

## Werke
Zusammenstellung nach Isfried Hermann Pichler: Katalog der ausgestellten Werke mit Angabe der Katalognummern, soweit nicht anders angegeben.
Viele seiner Werke erhielten ihre Bemalung durch den aus Augsburg stammenden Maler David Stangl (1599–1671), der – wie Worath – eng mit dem Stift Schlägl verbunden war.
Mit bekannter Entstehungszeit:
- Passionskreuz (Östliche Seite des Langhauses in der Pfarrkirche St. Nikolaus in Haslach an der Mühl), 1640, Worath zugeschrieben[7]
- Kreuzigungsgruppe (Südliche Außenwand der Pfarrkirche Hl. Othmar in Kirchberg ob der Donau), um 1640/50[8]
- Kalvarienberg mit den lebensgroßen Figuren: Christus und die Schächer auf den Kreuzen, Hl. Johannes, Maria und Maria Magdalena (Kalvarienbergkapelle auf dem Schwalleck in Grein), um 1640/50[9]
- Hochaltar (Wallfahrtskirche St. Wolfgang am Stein in Aigen-Schlägl), 1642–1644, sowie für dieselbe Kirche
 Hl. Wolfgang am Fronbogen
 Pilasterfiguren Hl. Johannes Evangelist, Hl. Johannes der Täufer, Hl. Florian, Hl. Vitus und der
 Anna-Altar (in der angebauten Kapelle), 1640–1644, mit den Figuren
Maria Magdalena 1644, 94 cm, Linde, gefasst (Kat. Nr. 6) und
Martha von Bethanien 1644, 94 cm, Linde, gefasst (Kat. Nr. 7)[10]
- Pietà (Nische der Veitskapelle in der Stiftskirche Schlägl; ursprünglich in der Nische vor dem Eingang zum Musikchor der Stiftskirche, von Abt Dominik Lebschy 1853 an seinen jetzigen Aufstellungsort versetzt), 1644, 114 cm, Linde, gefasst (Kat. Nr. 2)
- Putti (Hochaltar und St.-Anna-Altar der Wallfahrtskirche St. Wolfgang am Stein), um 1644 (Kat. Nr. 18)
- Hochaltar (Filialkirche Hl. Martin, ehem. Spitalskirche; heute Aufbahrungshalle, Aigen), 1644[11]
- Engel (Tabernakel des Hochaltars der Wallfahrtskirche St. Wolfgang am Stein), nach 1645, 35 cm, Linde, gefasst (Kat. Nr. 19)
- Kanzel (Stiftskirche Schlägl), 1646/47, zusammen mit dem Tischler Sixt Berer[12][13]
- Hl. Augustinus (Hochaltar der Stiftskirche Schlägl), 1646, 250 cm, Linde, gefasst (Kat. Nr. 13)
- Hl. Norbert (Hochaltar der Stiftskirche Schlägl), 1646, 250 cm, Linde, gefasst (Kat. Nr. 14)
- Englischer Gruß (Depot des Stifts Schlägl), 1647, Maria 210 cm und Erzengel Gabriel 160 cm, Linde gefasst (Kat. Nr. 5)
- Martinsgruppe: Hl. Martin und Bettler (Seitenwand der Filialkirche Hl. Martin in Aigen), späte 1640er Jahre, Martin 150 cm; Bettler 80 cm und Sockel: 40 cm; Linde, gefasst (Kat. Nr. 10) D8
- Elisabeth von Thüringen (Altar der Filialkirche Hl. Martin in Aigen), späte 1640er Jahre, 120 cm; Linde, gefasst (Kat. Nr. 11)
- Klara von Assisi (Altar der Filialkirche Hl. Martin in Aigen), späte 1640er Jahre, 120 cm; Linde, gefasst (Kat. Nr. 12)
- Madonna mit dem Kind (Kapitelsaal-Madonna) (Kapitelsaal des Stifts Schlägl), 1650, 165 cm auf dem Sockel (Mond und Wolke) 20 cm, Linde, gefasst (Kat. Nr. 3)[14]
- Kreuzigungsgruppe (Kalvarienbergkapelle bei Aigen), um 1650[15]
- Hl. Vitus, Hl. Barbara, Hl. Josef und Putti (Seitenaltäre der Pfarrkirche Ulrichsberg), 1650/51, Worath zugeschrieben[16]
- Kruzifix (Südliche Außenmauer der Stadtpfarrkirche Rohrbach in Rohrbach-Berg), nach 1650; Worath zugeschrieben[17]
- Hochaltar (Rosenthal im Böhmerwald (Rožmitál na Šumavě)), 1651
- Hochaltar (Kirche im Minoritenkloster Krumau), nach 1651. Die im 19. Jhdt. hinzugefügten Figuren des Antonius von Padua und Johannes Kapistran stammen nicht von Worath.
- Kreuzigungsgruppe und in den Nischen die Figuren der Hll.Florian, Erasmus, Paulus und Johannes (Wallfahrtskirche St. Wolfgang am Stein), um 1651/52[18]
- Gnadenbild Madonna mit dem Kind (Wallfahrtskirche Maria Trost, Rohrbach-Berg), 1656[19]
- Hochaltar (St.-Bartholomäus-Kirche in Friedberg an der Moldau (Frymburk nad Vltavou)), 1657
- Hochaltar (Pfarrkirche St. Bartholomäus Friedberg (Frymburk nad Vltavou)), 1657
- Hochaltar (Kirche St. Veit, Oberhaid bei Prachatitz), 1658, schwarzgebeiztes Kirschholz (ursprünglich für Schlosskapelle Krumau entstanden; 1751 vom Fürst Joseph Adam Schwarzenberg der Kirche als Geschenk überlassen)
- Johannes-Nepomuk-Altar (Kirche im Minoritenkloster Krumau), 1660. Ursprünglich als Altar zu Ehren der Wunden Christi erschaffen, stammt die heutige Figur des Titelheiligen Johannes Nepomuk nicht von Worath.
- Anna Selbdritt I (Veitskapelle in der Stiftskirche Schlägl), 1664, 110 cm, Hartholz, gefasst (Kat. Nr. 8)[20]
- Hl. Auratianus (Jihočeska Muzeum (Südböhmisches Museum), Budweis), 1667, Holz, gefasst, 168 cm[21]
- Hl. Wenzeslaus (Jihočeska Muzeum (Südböhmisches Museum), Budweis), 1667, Holz, gefasst, 154 cm[21]
- Hl. Veronika (Alsova-Jihočeska Galerie, Frauenberg (Hluboká nad Vltavou)), 1667, Holz, ungefasst, 159 cm[21]
- Hl. Dorothea (Alsova-Jihočeska Galerie, Frauenberg (Hluboká nad Vltavou)), 1667, Holz, ungefasst, 156 cm[21]
- Anna Selbdritt mit Putti (Nischenkapelle in Salnau), nach 1650, Worath zugeschrieben[22]
- Hl. Erzengel Michael (Bekrönung der Orgelempore der Stiftskirche Schlägl), 1670
- Madonna mit Kind (Dorfkapelle Katzing in Rohrbach-Berg), um 1670[23]
- Hochaltar (Pfarrkirche Hl. Laurentius in Kleinzell im Mühlkreis) um 1670[24]

Mit unbekannter Entstehungszeit:
- Anna Selbdritt II (Privatbesitz), bestehend aus vier Plastiken: Anna, Maria mit dem Kind, Engel mit Buch, Engel; 120 cm, Linde, gefasst (vielleicht nur eine Werkstättenarbeit für eine Dorfkapelle); (Kat. Nr. 9)
- Madonna mit dem Kind (Privatbesitz), 165 cm, Linde, gefasst (Kat. Nr. 4)
- Schmerzhafte Mutter (Privatbesitz), 85 cm, Linde, gefasst (Kat. Nr. 15)
- Unser Herr im Elend (Privatbesitz), 85 cm, Linde, gefasst (Kat. Nr. 16)
- Statuen des Hl. Sebastian und Hl. Florian (Vorhaus des Pfarrhofes zur Pfarrkirche Hll. Ägidius und Leonhard Peilstein im Mühlviertel), (zugeschrieben)[25]
- Kreuzigungsgruppe (Totenkapelle der Stadtpfarrkirche Rohrbach), bestehend aus vier Plastiken: Kreuz 215 cm; Corpus 106 cm; Maria 107 cm; Johannes 108 cm, Linde, gefasst (Kat. Nr. 17)
- Kreuzigungsgruppe (Pfarrkirche Kirchschlag in Böhmen (Světlík))
- Kreuzigungsgruppe (St.-Bartholomäus-Kirche in Friedberg an der Moldau (Frymburk nad Vltavou))
- Kreuzigungsgruppe (Am Fronbogen der Maria-Anger-Kirche in Aigen)
- Kreuzigungsgruppe (Als Altaraufbau in der Pfarrkirche St. Michael in Oberhaid (Horní Dvořiště)), aus der späteren Schaffensperiode
- Kreuzigungsgruppe (Als Altaraufbau in der Kirche St. Veit in Oberhaid bei Prachatitz (Zbytiny)), aus der späteren Schaffensperiode
- Fronleichnams-Altar (Kapelle in Kleinzell im Mühlkreis)[26]

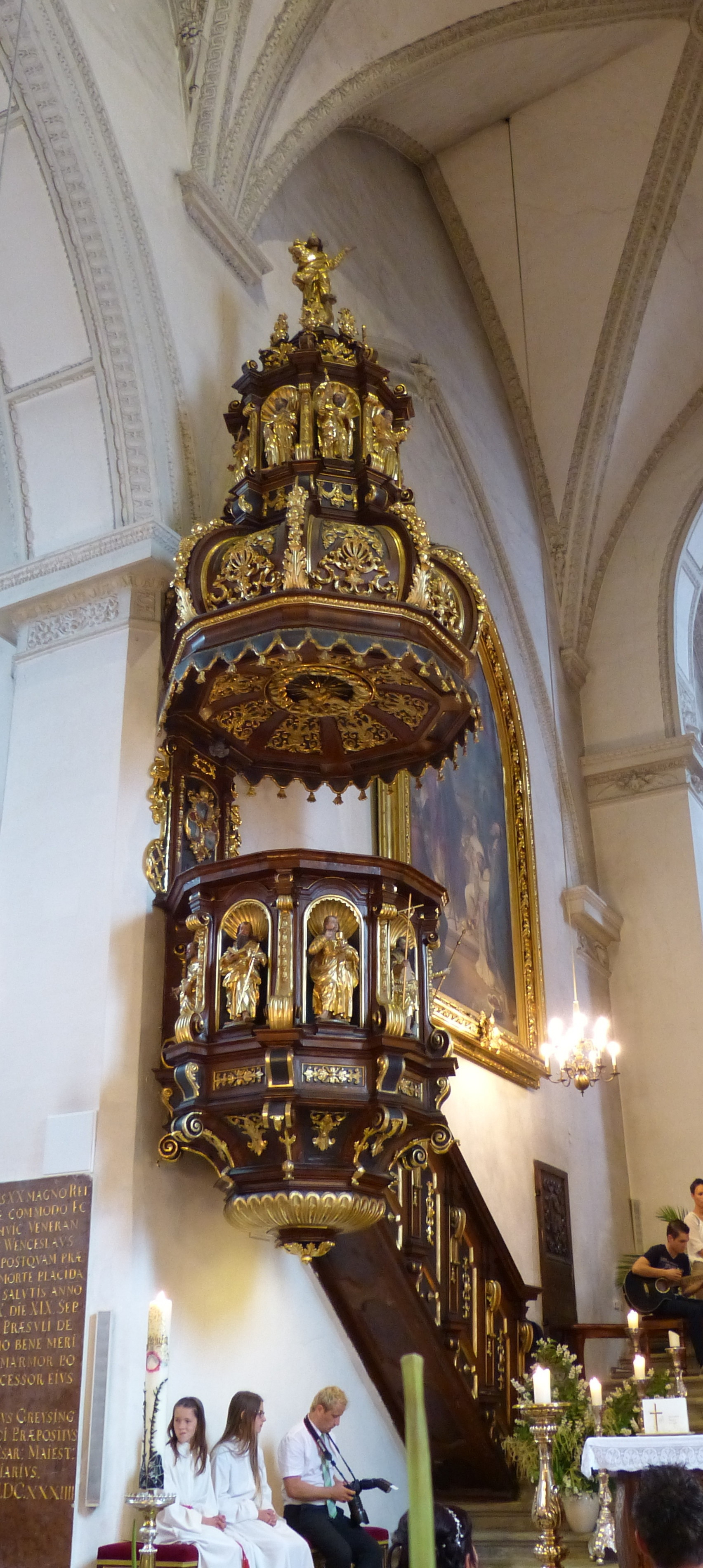
Kanzel in der Stiftskirche Schlägl (1647)
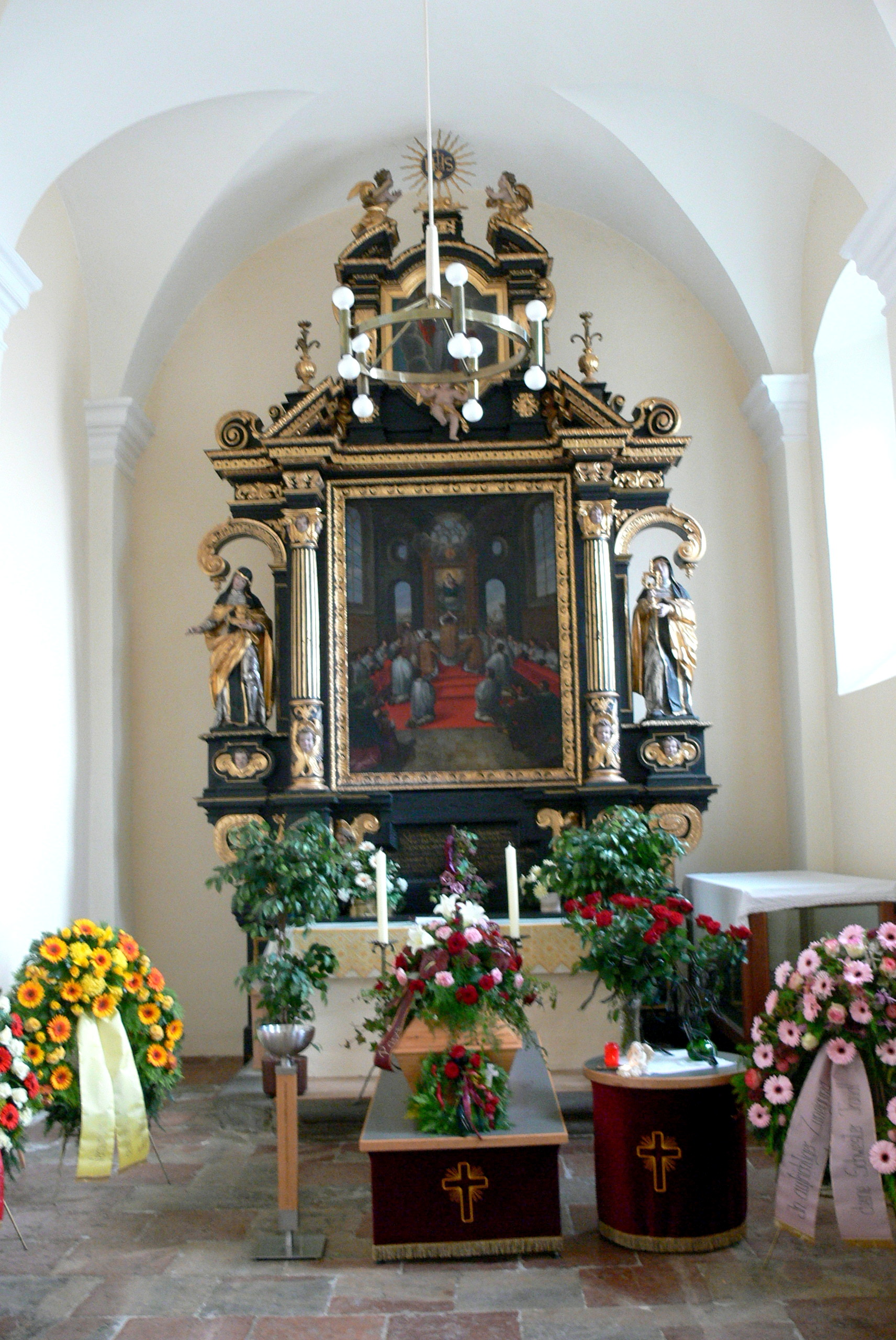
Hochaltar der ehem. Spitalskirche Hl. Martin in Aigen (1644)
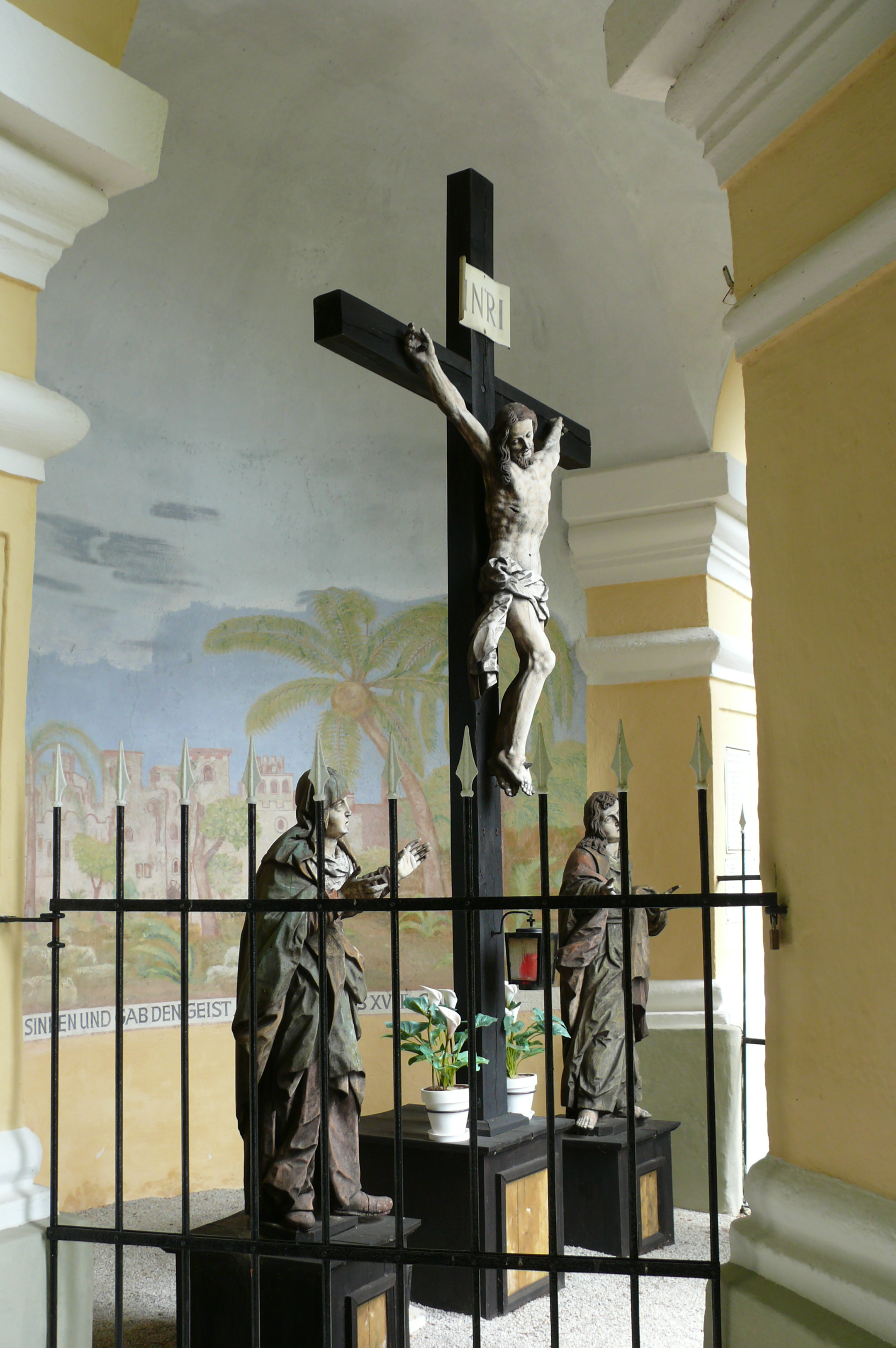
Kreuzigungsgruppe Kalvarienbergkapelle Aigen (um 1650)
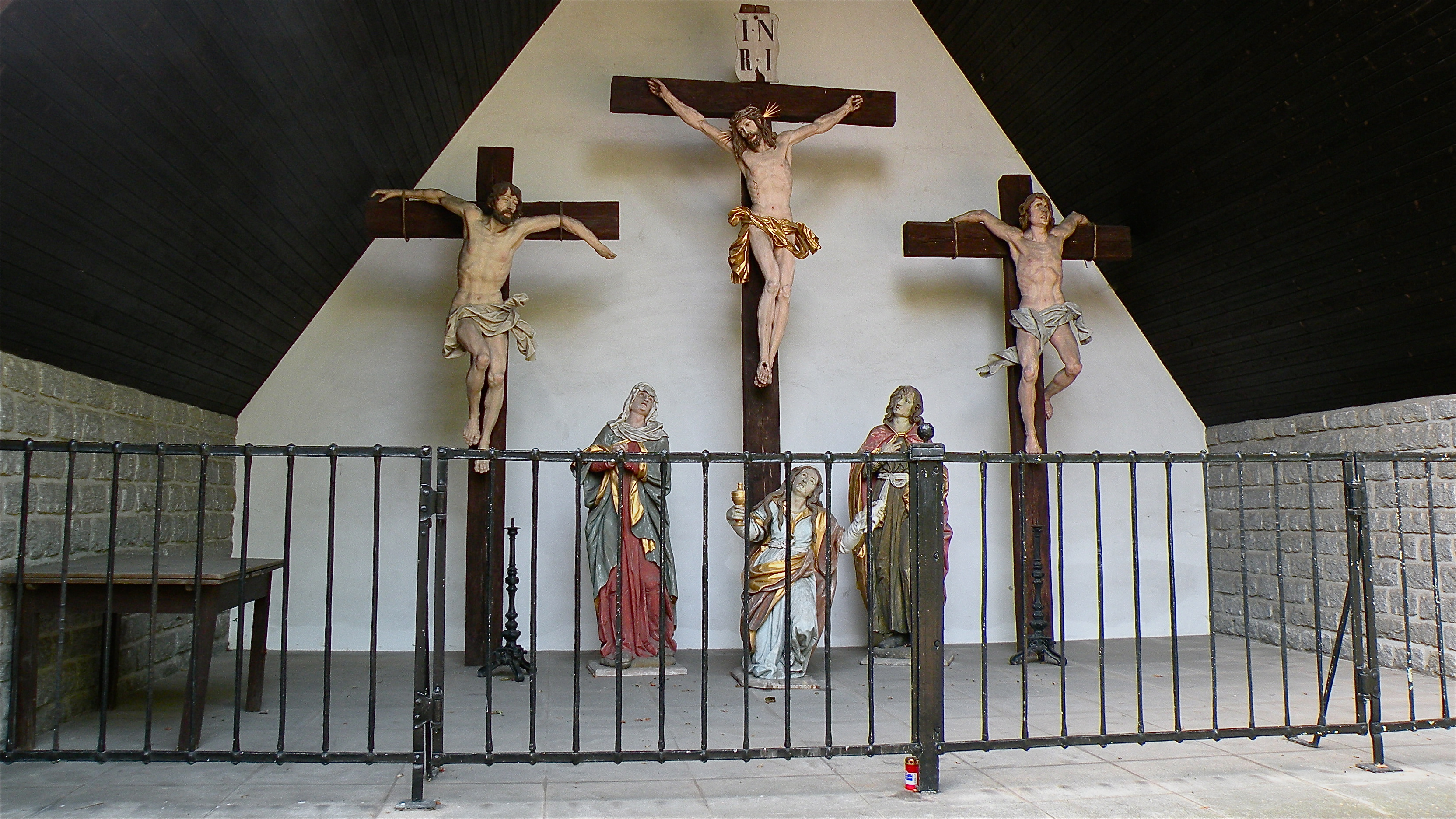
Kalvarienberggruppe in Schwalleck, Grein (um 1650)
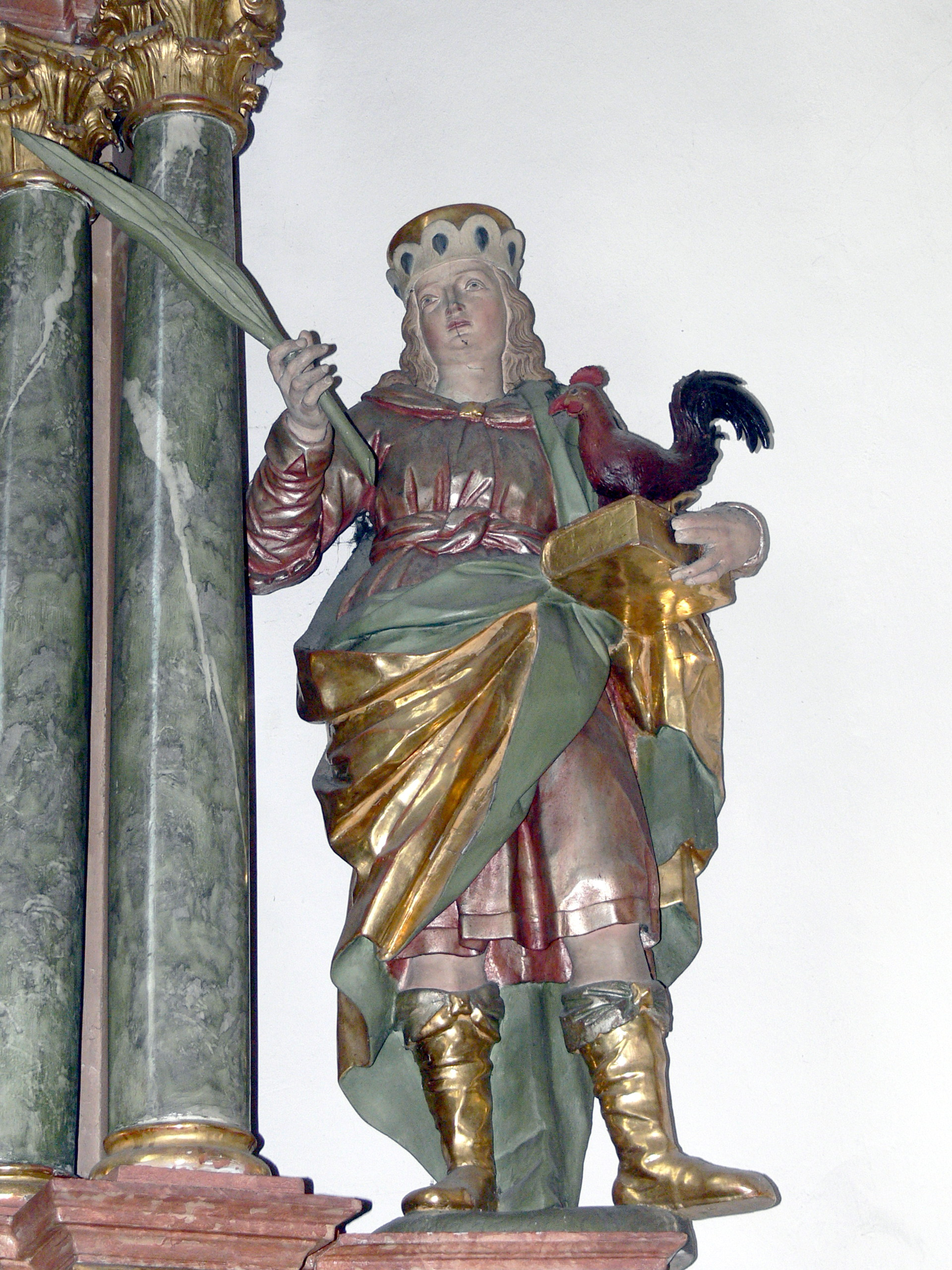
St. Veit in der Pfarrkirche Ulrichsberg (um 1650)
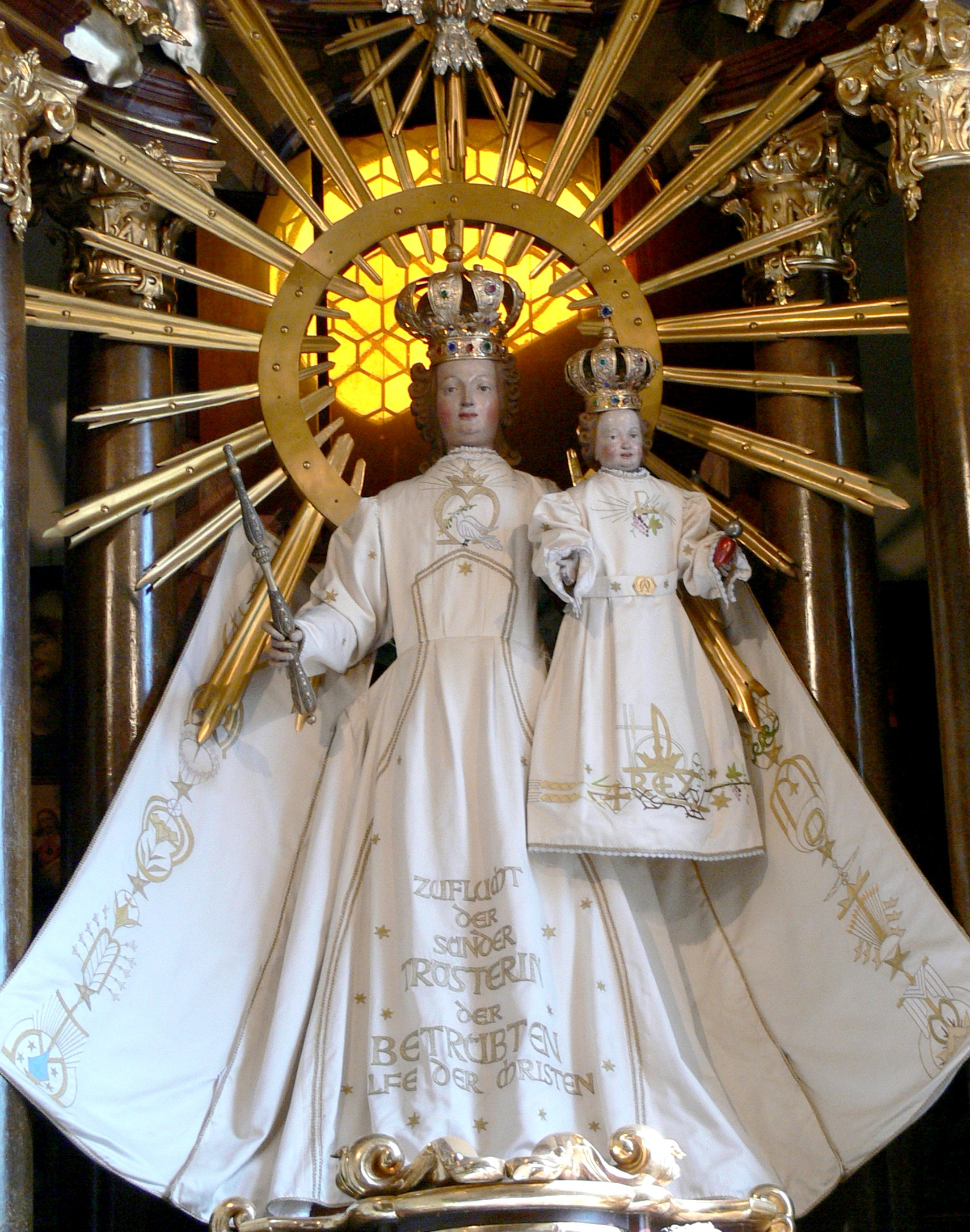
Gnadenbild Madonna mit dem Kind, Wallfahrtskirche Maria-Trost Rohrbach-Berg (1656)
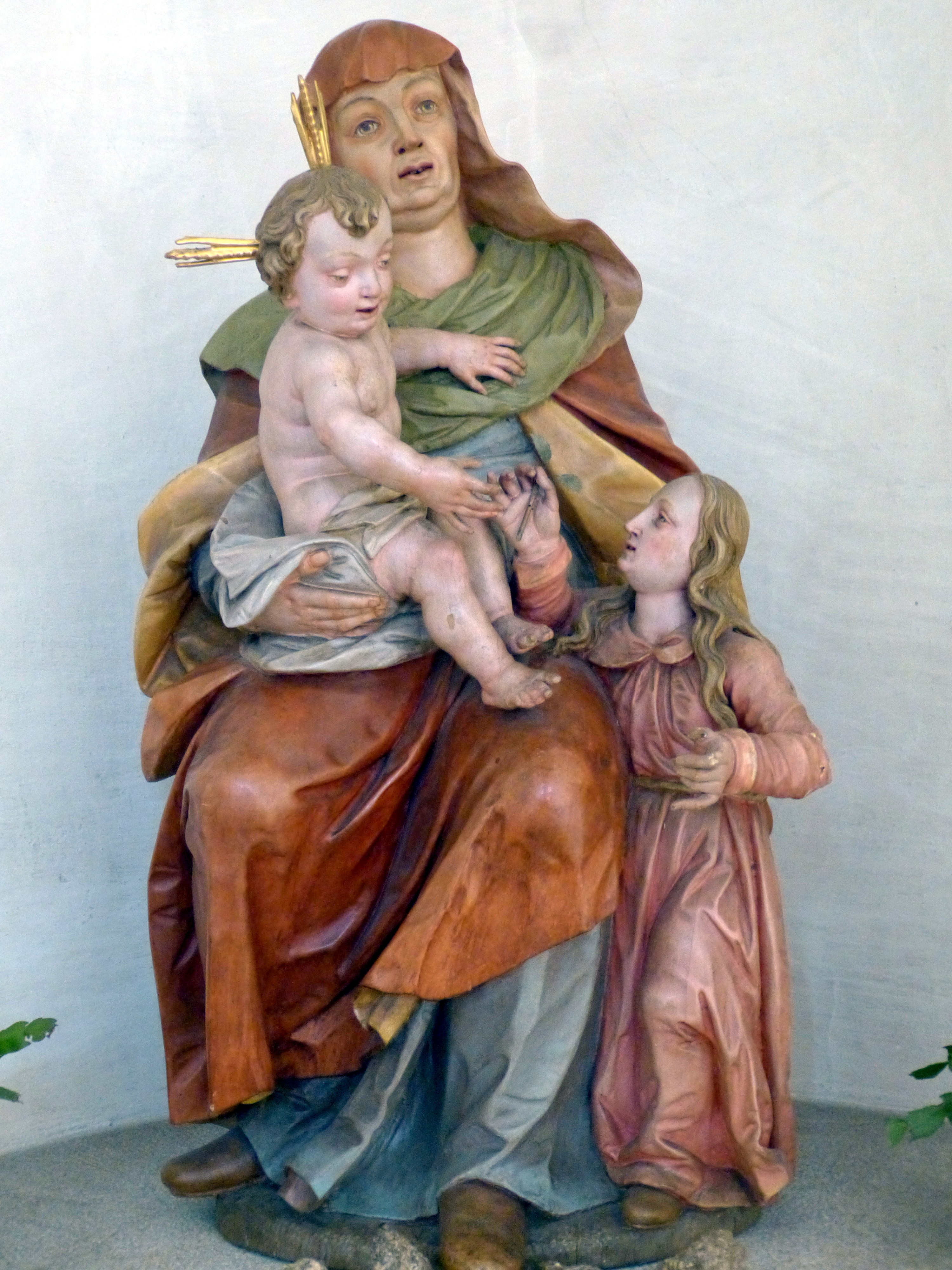
Anna Selbdritt in der Veitskapelle der Stiftskirche Schlägl (1664)

## Trivia
„Die Kanzel von dem Aigener Bildhauer Johann Worath (1647) ist eine mittelmäßige Durchschnittsleistung in dem üblen Schreinerstil, der zu jenen Jahrzehnten an Altären und Kanzeln nicht selten aufzutreten pflegt, …“